# Wave Financial
Wave es una empresa que ofrece servicios financieros y software para pequeñas empresas. Wave tiene su sede en el barrio de Leslieville en Toronto, Canadá.
El primer producto de la empresa fue un software de contabilidad gratuito en línea diseñado para empresas de 1 a 9 empleados, al que siguieron Facturación, finanzas personales y software de escaneo de recibos (OCR). En 2012, Wave comenzó a ramificarse en los servicios financieros, inicialmente con Payments by Wave (procesamiento de tarjetas de crédito) y Payroll by Wave, seguido de Lending by Wave en febrero de 2017, que desde entonces se ha interrumpido.

## Características e integraciones
El producto inicial de la empresa, Accounting by Wave, es una herramienta de contabilidad de doble entrada. Los servicios incluyen la importación directa de datos bancarios, la facturación y el seguimiento de los gastos, el plan de cuentas personalizable y las transacciones del diario. Accounting by Wave se integra con el software de seguimiento de gastos Shoeboxed, y el sitio web de comercio electrónico Etsy.[cita requerida]
El siguiente producto lanzado fue Payroll by Wave, que se lanzó en 2012 tras la adquisición de SmallPayroll.ca. Payroll by Wave solo está disponible en Estados Unidos y Canadá.
Invoicing by Wave es una rama de las anteriores herramientas de contabilidad de la empresa.
Otros productos lanzados durante o poco después del cambio de marca de la empresa en diciembre de 2012 incluyen:  
- una herramienta de procesamiento de tarjetas de crédito, Payments by Wave, construida inicialmente sobre la integración con Stripe de procesamiento de tarjetas de crédito. Sin embargo, Wave no informa correctamente de las comisiones comerciales en los países en los que Stripe cobra un impuesto como el GST. En estos casos, las tarifas comerciales se reportan sin impuestos y no coinciden con su cuenta de Stripe.
- una herramienta de escaneo de recibos, Receipts by Wave[5]

En 2017, Wave firmó un acuerdo para ofrecer su plataforma en el sitio de banca empresarial en línea de RBC. El servicio RBC-Wave será de marca compartida.

## Impuestos soportados
Wave actualmente soporta la adición de impuestos personalizados a través de la configuración. Sin embargo, hay que aplicar manualmente el impuesto a cada transacción a medida que se produce, no hay forma de automatizarlo.
Actualmente sólo admite la fijación de precios con impuestos exclusivos, como el impuesto sobre las ventas de EE. UU., en el que los impuestos se añaden a los precios indicados. Esto tiene dos efectos:
- Cuando se escanean los recibos, hay que añadir manualmente el impuesto e introducir el importe del mismo.
- Al hacer una factura, debe poner un precio antes de los impuestos, y el sistema añadirá los impuestos por encima.

Esto hace que no pueda gestionar los impuestos en países como Australia, donde los precios deben incluir todos los impuestos, como el GST. No hay manera de establecer un total de la factura y hacer que Wave calcule la parte de los impuestos en %. Mientras que esto está bien para los negocios B2B, esto hace que el software sea inadecuado para cualquier negocio B2C.

## Precios y modelo de negocio
Wave ofrece su software de forma gratuita.
Los ingresos de la empresa provienen de los servicios financieros de pago que la empresa ofrece:
- Pagos por Wave: Procesamiento de tarjetas que incluye tarjetas de débito, crédito y prepago, así como ACH (pagos bancarios) - Las tarifas son un porcentaje de la transacción.
- Payroll by Wave: Cuota mensual de suscripción más tasas de uso.

Wave incluía anteriormente publicidad en sus páginas como fuente de ingresos. La publicidad se eliminó en enero de 2017.
El software de Wave es gratuito, a diferencia del freemium, en el sentido de que las herramientas pueden utilizarse sin niveles ni límites de forma indefinida.
En la actualidad, Wave no divulga públicamente sus ingresos ni sus estados financieros. Sin embargo, los informes de los medios de comunicación en 2016 indicaban unos ingresos anuales de 20 millones de dólares en ese momento. En 2017 Wave recaudó 24 millones de dólares (USD) en financiación liderada por NAB Ventures.

## Historia
El CEO Kirk Simpson y el CPO James Lochrie lanzaron Wave Accounting Inc. en julio de 2009. Wave Accounting se lanzó al público el 16 de noviembre de 2010. En junio de 2011 se cerró la financiación de serie A liderada por OMERS Ventures
En septiembre de 2011, FedDev Ontario invirtió un millón de dólares en financiación. En octubre de 2011, se anunció una inversión de 5 millones de dólares liderada por la empresa de capital riesgo estadounidense Charles River Ventures. En mayo de 2012, Wave Accounting cerró su ronda de financiación de serie B liderada por The Social+Capital Partnership, con la participación posterior de Charles River Ventures y OMERS Ventures.
Wave adquirió una empresa llamada Small Payroll en noviembre de 2011, que posteriormente se lanzó como un producto de nóminas llamado Wave Payroll. En febrero de 2012, Wave lanzó oficialmente Wave Payroll al público en Canadá, seguido del lanzamiento en Estados Unidos en noviembre del mismo año.
En agosto de 2012, la empresa anunció la adquisición de Vuru.co, un servicio de seguimiento de acciones en línea. Los términos del acuerdo no fueron revelados.
En diciembre de 2012, la empresa cambió de nombre y pasó a llamarse Wave para enfatizar la ampliación de su espectro de servicios.
El 14 de marzo de 2019, la compañía adquirió Every, una empresa fintech con sede en Toronto que ofrece cuentas comerciales y tarjetas de débito a las pequeñas empresas.
El 11 de junio de 2019, la compañía anunció que era adquirida por la empresa de preparación de impuestos, H&R Block, por 537 millones de dólares.
A partir de la primavera de 2020, la app Wave solo pudo conectarse de forma intermitente a las cuentas del banco RBC Royal en Canadá.